# Kemerköprü, Battalgazi
Kemerköprü là một xã thuộc huyện Battalgazi, tỉnh Malatya, Thổ Nhĩ Kỳ. Dân số thời điểm năm 2011 là 940 người.